# Liber Sextus
Il Liber Sextus, facente parte del Corpus Iuris Canonici, è una raccolta di norme di diritto canonico promulgata con la bolla sacrosanctae Romanae Ecclesiae il 3 marzo 1298 da Papa Bonifacio VIII per integrare il Liber Extra con le nuove norme canoniche emanate dal 1234.
Doveva essere inizialmente un'appendice allo stesso Liber Extra di Gregorio IX, ma viene considerato una vera e propria raccolta in quanto suddivisa in cinque libri, sull'esempio già fornito dalle Quinque compilationes antiquae (composte, in ordine, da Bernardo Balbi, Giovanni del Galles, Papa Innocenzo III, Giovanni Teutonico, e Tancredi da Bologna).
In fondo all'opera compare, per la prima volta in una compilazione canonica, un titolo de regulis iuris (ad imitazione del Digesto), scritto dal giurista Dino del Mugello. Tuttavia, lungi dal far trasparire conoscenza del diritto canonico, l'opera è sostanzialmente civilistica, quasi un corpo estraneo.
È un libro ufficiale che ha validità in tutta la Chiesa cattolica.